# 羽沢インターチェンジ
座標: 北緯35度29分14秒 東経139度35分32秒 / 北緯35.48722度 東経139.59222度

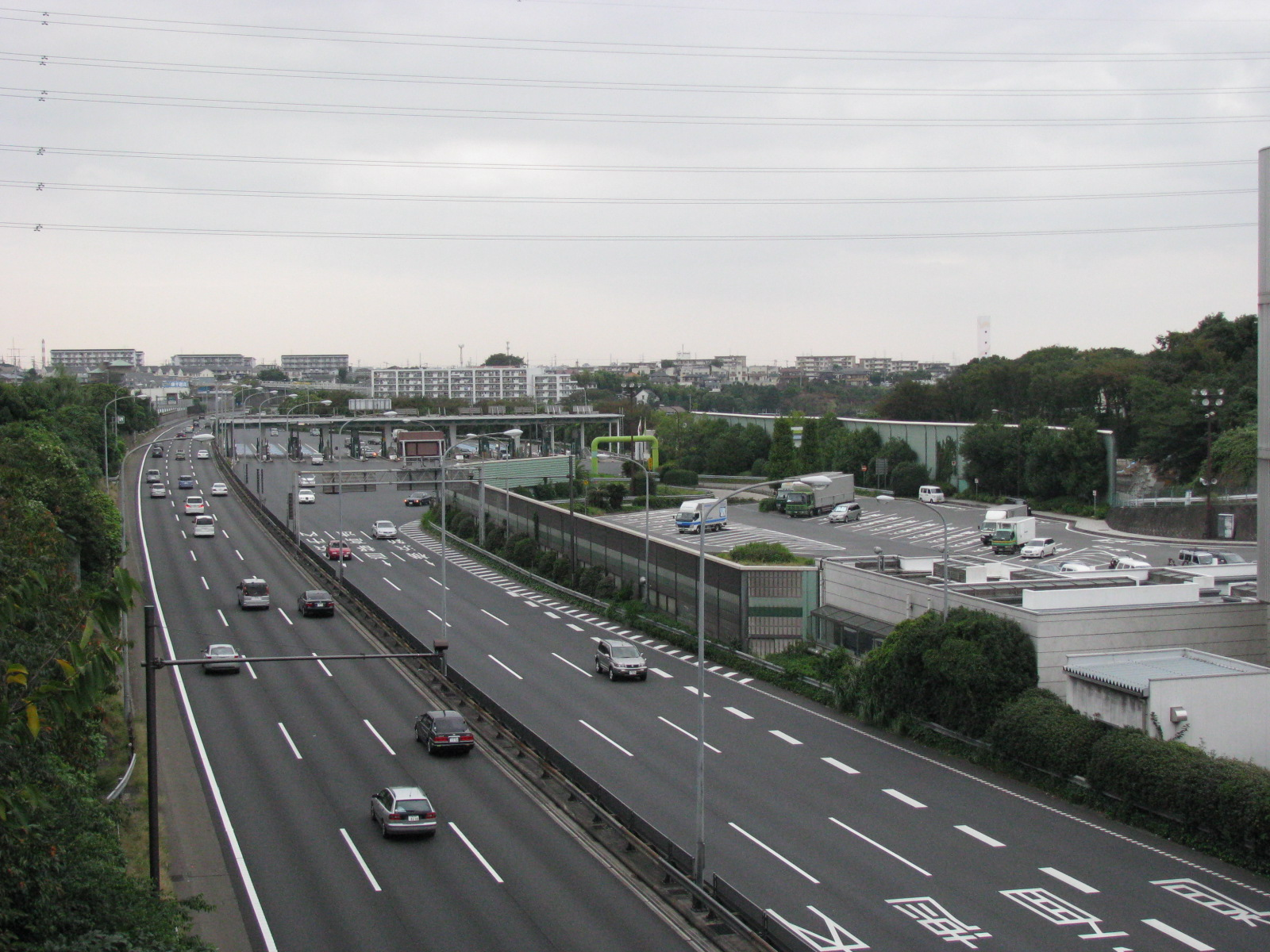
保土ヶ谷TB(上)と保土ヶ谷PA(右下)。羽沢ICの上り線オンランプは画面左上、下り線オフランプは保土ヶ谷TBの右側にある。

羽沢インターチェンジ（はざわインターチェンジ）は神奈川県横浜市神奈川区羽沢町にある第三京浜道路のインターチェンジである。横浜市道環状2号線新桜ヶ丘IC方面から第三京浜道路玉川IC方向への入路と、第三京浜道路玉川IC方面から神奈川県道13号横浜生田線への出路で構成されている。

## 概要
- 当初は1988年7月29日に開設した上り線オンランプのみで、通称羽沢入口と呼ばれるほど、出口がないことが強調されていた。
- 上り線オンランプには料金所は設置されていない。
- 2011年3月29日に下り線オフランプが開通したが、上り線オンランプからやや離れた保土ヶ谷TBに併設され、料金所手前から分岐する設計であるため、保土ヶ谷PAは利用出来ない。

・当ICは、第三京浜唯一のハーフインターチェンジであり、1つ東京寄りにある港北ICから首都高速神奈川2号三ツ沢線の三ツ沢出入口迄の間に横浜新道方面への入口ICがなく、高速道路が活用出来ない状況となっている。このことから、当ICに横浜新道方面の出入口の設置が検討されている。

## 接続する道路
- E83 第三京浜道路(6番)
- 横浜市道環状2号線：上りオンランプ
- 神奈川県道13号横浜生田線：下りオフランプ

## 歴史
- 1988年7月29日 : 横浜市道環状2号線の支線として、上り線オンランプのみ開業。

北緯35度29分21秒 東経139度35分32秒 / 北緯35.4891度 東経139.5921度
- 2011年3月29日 : 下り線オフランプが保土ヶ谷TBと併設するかたちで、開業。

北緯35度29分07秒 東経139度35分36秒 / 北緯35.4852度 東経139.5933度

## 周辺
- 羽沢横浜国大駅（相鉄新横浜線（相鉄・JR直通線、相鉄・東急直通線））
- 横浜羽沢駅（JR貨物東海道貨物線）
- 保土ヶ谷TB
下り線オフランプの料金所が併設されている。

## 隣
E83 第三京浜道路
(5) 港北IC/横浜港北JCT - (6) 羽沢IC - 保土ヶ谷TB - 保土ヶ谷PA(下り線のみ) - 横浜新道連絡路接続 - 三ツ沢JCT - (7) 保土ヶ谷IC